# Carl Anton Bjerknes
Pour les articles homonymes, voir Bjerknes.
Carl Anton Bjerknes, né le 24 octobre 1825 à Christiania où il est mort le 20 mars 1903, est un mathématicien et physicien norvégien.
Les premiers travaux de Bjerknes portaient sur les mathématiques pures mais il est surtout connu pour ses études en hydrodynamique.

## Biographie
Son père était Abraham Isaksen Bjerknes et sa mère Elen Birgitte Holmen. De 1844 à 1848, Bjerknes a étudié en exploitation minière à l'Université d'Oslo puis et il a travaillé 4 ans aux mines d'argent de Kongsberg. De 1852 à 1854, Bjerknes enseigna les mathématiques dans une école jusqu'à l'attribution d'une bourse qui lui permit d'étudier les mathématiques à l'Université de Göttingen et à l'Université de Paris jusqu'en 1857. Élève de Johann Peter Gustav Lejeune Dirichlet, Gabriel Lamé et Augustin Louis Cauchy, Bjerknes a travaillé le reste de sa vie dans le domaine de l'hydrodynamique.
En 1866, il occupe une chaire de mathématiques appliquées et en 1869 de mathématiques. Pendant cinquante ans, Bjerknes a enseigné les mathématiques à l'université d'Oslo et au collège militaire. Il a essayé d'expliquer l'électrodynamique de James Clerk Maxwell par des analogies hydrodynamiques et de même il a proposé une explication mécanique de la gravitation. Bien qu'il n'ait pas réussi dans ses tentatives d'expliquer toutes ces choses, ses découvertes dans le domaine de l'hydrodynamique étaient importantes. Ses expériences ont été présentées à la première exposition internationale d'électricité à Paris qui dura du 15 août au 15 novembre 1881 au Palais de l'Industrie sur les Champs-Élysées et à la rencontre des naturalistes scandinaves à Stockholm.

## Vie personnelle
Le 30 juin 1859, après son retour de ses voyages à l'étranger, Bjerknes épousa Wilhelmine Dorothea Koren dont le père était ministre dans l'Église de l'ouest de la Norvège. Son fils, le physicien et météorologue norvégien Wilhelm Bjerknes, a poursuivi l'œuvre de son père. Il est le grand-père de Jacob Bjerknes, un pionnier de l'étude du phénomène météorologique connu comme El Niño.

## Distinctions
- Chevalier de la Légion d'honneur